# Pterophyllum
Genre
Pterophyllum est un genre de poissons d'Amérique du Sud appartenant à la vaste famille des cichlidés.
Leur comportement paisible et leur aspect majestueux en font des hôtes prisés des aquariophiles.

## Description du genre
Ses membres ont la particularité d'être dotés d'un corps très comprimé latéralement et de nageoires dorsales et anales très allongées. Ils disposent de muscles puissants pour actionner leurs nageoires pectorales qu'ils utilisent pour se déplacer.

## Répartition géographique
La répartition géographique des Pterophyllum est localisée autour du bassin de l'Amazone. Leur biotope est constitué d'eaux acides, très douces et de courant faible. Ils vivent principalement dans des zones de branchages et de racines immergés.

## Reproduction
Ils pondent leurs œufs sur des feuilles larges et solides de plantes aquatiques, et, comme la plupart des cichlidés, les surveillent en couple, ainsi que leurs alevins (bien que ce comportement tende à se perdre en captivité, où certains spécimens n'hésitent pas à dévorer leur progéniture).

## Liste des espèces
- Pterophyllum altum (Pellegrin, 1903) — Altum
- Pterophyllum scalare (Lichtenstein, 1823) — Scalaire
- Pterophyllum leopoldi (Gosse, 1963).

## Les souches dePterophyllum
La plupart des souches de Pterophyllum en aquariophilie sont le résultat de plusieurs décennies de reproductions sélectives. La plupart ne sont pas enregistrées et sèment la confusion entre les différentes espèces de Pterophyllum, en particulier P. scalare et P. leopoldi. Cela rend les origines du scalaire commun très flou. Les souches domestiques sont les plus susceptibles de posséder une collection de gènes résultant de plus d'une espèce sauvage combinée avec la sélection de mutations dans les lignes domestiques au cours des 60 dernières années ou plus. Ces hybrides ont beaucoup de points en commun avec les spécimens sauvages, mais il serait inexact de dire qu'elles représentent avec exactitude toutes les espèces sauvages, bien qu'ils ressemblent à la plupart des P. scalare et sont fréquemment nommés ainsi.
Une grande partie de la recherche sur la génétique de P. scalare est le résultat de la recherche de la Dr Joanne Norton, qui a publié une série de 18 articles dans l'eau douce et Marine Aquarium (FAMA) Magazine. 

## Phénotypes communs

### Argent (+/+)
Le scalaire argent est la forme la plus ressemblante à la souche sauvage, aussi appelé "wild-type" en anglais. Il ne s'agit pas, cependant, d'une souche capturée dans la nature et est considérée comme domestique. Le poisson a un corps d'argent avec les yeux rouges et 3 bandes noires verticales qui peuvent s'estomper ou foncer en fonction de l'humeur du poisson.

### Or (g / g)
La génétique du scalaire or est récessive, et provoque une lumière d'or avec un corps plus sombre de couleur jaune ou orange sur la couronne du poisson. Elle n'a pas les bandes noires verticales ou les yeux rouges.

### Zebra (Z / + ou Z / Z)
Le phénotype zèbre a 4 à 6 bandes verticales sur le corps qui ressemblent à celles du scalaire d'argent. Il s'agit d'une mutation dominante qui existe sur le même gène des bandes.

### Black Lace (D / +) / Zebra Lace (D / + - Z / +)
Ou Silver Zebra avec une copie du gène Dark. Considérée par certains comme la plus attrayante de toutes les variétés de scalaires.

### Smokey (Sm / +)
Une variété avec un dos à moitié gris et brun foncé et les nageoires dorsale et anale noires.

### Chocolat (Sm / Sm)
Homozygotes de Smokey avec une robe plus sombre. Parfois, seule la tête est argentée.